# Pierre Laniau
 (octobre 2019).
Si vous disposez d'ouvrages ou d'articles de référence ou si vous connaissez des sites web de qualité traitant du thème abordé ici, merci de compléter l'article en donnant les références utiles à sa vérifiabilité et en les liant à la section « Notes et références ».
Pierre Laniau (né en 1955) est un artiste français qui a  mené parallèlement  une carrière de musicien classique (guitare) et de plasticien avant de se consacrer complètement à la seconde. Il s’intéresse à la mutation de l'homme et à son probable effacement au travers d'écrits, de films et de travaux plastiques. Il enseigne également toujours la guitare au Conservatoire du Xe arrondissement à Paris. 

## Carrière
Concertiste, compositeur et pédagogue, Pierre Laniau est diplômé de l'École normale de musique de Paris où il a fréquenté les cours d'Alberto Ponce et de Narciso Yepes, lauréat de la Fondation Ménuhin. Pierre Laniau prend fait et cause pour la guitare baroque (Jean-Baptiste Lully, Ludovico Roncalli, Gaspar Sanz, Francisque Corbett, Santiago de Murcia et Robert de Visée, qu'il interprète sur des guitares de René Voboam de 1652 et 1700). Il est l'un des rares amateurs de la guitare à 10 cordes qui lui permet d'interpréter la plus grande part du répertoire sans transcription (Mozart mais aussi George Gershwin, Aaron Copland, Claude Debussy, Erik Satie, etc.).
L'activité musicale de Pierre Laniau s'est développée dans les grands festivals français (Montpellier, Lille…) et sur les scènes parisiennes (Salle Gaveau, Cirque d'hiver, Carré Sylvia-Montfort…). Il a donné des concerts avec les orchestres nationaux de Lille, de Marseille, de Toulouse, de Versailles et avec l'ensemble de Suède, du Panama et celui d'Indonésie. À l'étranger, il a donné de nombreux concerts (Espagne, Italie, Allemagne, France, Suisse, Suède, Russie, Pologne, États-Unis, Brésil, Rwanda, Nicaragua, Malaisie, Burkina-Faso, Vietnam, etc.). Il a été l'un des premiers guitaristes français invités dans les grandes salles de Pékin et de Shanghai en Chine.
Curieux, Pierre Laniau n'hésite pas à se confronter à la pratique du luth, du trombone ou de la musique électro-acoustique (auprès du GRM).
Musicien de chambre, il a travaillé avec les chanteuses Guillemette Laurens, Claire Geoffroy-Decheaume, avec le flutiste Marc Beaucoudray, le guitariste africain Oyenga Adjalité. Compositeur, il a collaboré avec la danseuse africaine Elsa Wolliaston et la cinéaste Françoise Etchegaray. 
À partir de 1988, il conçoit un projet alliant photographie et peinture. Il expose le résultat, « Portraits des Princes 1988-2012 », à Shanghai en février 2012, à Paris en avril 2012, et est l'invité du Salon de Montrouge en mai 2012. En 2013, il expose la série" oh la belle vie!", série issue de son travail photographique à la fondation SAM art Projects à Paris et participe à la Biennale de Busan (Corée du Sud) en 2014.
En 2015, il est notamment nommé au Prix Opline pour sa série "Les Voyants".
En 2016, La Galerie des Princes est exposée dans le cadre de la Foire Choices 2016 à Paris, et des portraits de Bill Clinton, de François Hollande, Nicolas Sarkozy et François Mitterrand sont montrés dans l'exposition " Yes I can" au Centre d'art contemporain Walter Benjamin à Perpignan.
Pierre Laniau s'est également engagé dans des actions culturelles humanitaires, en créant ou en soutenant des écoles de guitare au Rwanda, en Guinée, au Tchad, au Cap-Vert, en Mongolie, ou pour un orphelinat au Togo.
En 2005, Pierre Laniau a été fait Chevalier des Arts et des Lettres par le Ministère de la culture pour son action en faveur de la musique française et ses créations d'écoles de musique en Afrique.

## Discographie
- 1988 : Œuvres adaptées pour guitare à 10 cordes d'Erik Satie, EMI (54 min 20 s)
- 1994 : Guitare Classics, EMI Classics
- 1999 : Pièces pour guitare, d'Érik Satie, EMI Classics
- 2001 : Guitare baroque (Sanz, Corbetta, Murzia, Visée), Universal / Musidisc (1 h 09 min 03 s)

## Expositions
2016
- Choices, commissariat Laurent Lebon,  Palais de Tokyo
- Exposition collective "Yes, I Can", Centre d'art contemporain Walter Benjamin, Perpignan,  commissariat Sébastien Planas.
2015
- Nommé pour le Prix Opline, Série " Les Voyants, Hommage à Rimbaud ", photographies et création musicale, commissariat Sandra Mulliez
- Projection du film " Les sons des collections, hommage à Michel Fédoroff",  commissariat Olivier Kaeppelin, Fondation Maeght
2014
-  Participation Biennale de Busan, Corée du Sud
commissariat  Olivier Kaeppelin
- Exposition personnelle "Brisures", Galerie RX
- Exposition collective " Proposition Lumière", Galerie Vincent Sator
- Exposition en duo avec le photographe japonais Kaï Galerie Toko, Paris
- Exposition collective, commissariat Eric Corne, La Box à Bourges
- Exposition Collective, Galerie RX Ivry
2013
- Projection de photographies et création musicale "brisures" à l'occasion de l'exposition "les ruines d'Hubert Robert", Musée des Beaux arts de Besançon
- Exposition personnelle « Oh, la belle vie ! », commissariat Sandra Mulliez, Sam Art Projects Paris
- Exposition de la Collection Magrez, Dinard
- YIA, commissariat Romain Tichit, Lille Art Fair
2012
- 57e Salon de Montrouge, commissariat Stéphane Corréard
- Exposition personnelle " Portraits des Princes", Galerie RX 
- Exposition Collective à L’école des filles Huelgoat
- Exposition, " fétiches de ville", Le petit bazar à Shangai